# Bahva, Mankivka
Bahva (în ucraineană Багва) este localitatea de reședință a comunei Bahva din raionul Mankivka, regiunea Cerkasî, Ucraina.

## Demografie
Componența lingvistică a localității Bahva
     Ucraineană (98,93%)
     Alte limbi (1,07%)
Conform recensământului din 2001, majoritatea populației localității Bahva era vorbitoare de ucraineană (98,93%), existând în minoritate și vorbitori de alte limbi.